# Tinissa albipuncta
Tinissa albipuncta är en fjärilsart som beskrevs av Robinson 1976. Tinissa albipuncta ingår i släktet Tinissa och familjen äkta malar. Inga underarter finns listade i Catalogue of Life.